# Xanthocrambus caducellus
Xanthocrambus caducellus is een vlinder uit de familie grasmotten (Crambidae). De wetenschappelijke naam is voor het eerst geldig gepubliceerd in 1909 door Muller-Rutz.
De soort komt voor in Europa.